# Metteneye
Metteneye ook geschreven Metten Eye (naam ook soms gelatiniseerd tot Cum Ovo) was een familie van rijke en invloedrijke poorters en edellieden in Brugge vanaf de dertiende tot het begin van de zestiende eeuw. Een twintigtal onder de Metteneyes was actief in een of andere functie binnen het Brugse stadsbestuur.

## Handelaars en makelaars
De familie Metteneye haalde zijn rijkdom en invloed uit zijn handelsactiviteiten.
In 1270 stond Jan Metteneye ingeschreven als lid van de Brugse Hanze, en in 1292 trof men er ook Jacob Metteneye als lid aan.
Toen de Brugse Hanze verdween en de Nering van makelaars en hosteliers de plaats innam, behoorden de Metteneyes tot de belangrijkste leden soms als bestuurdslid of lid van de 'eed' of als 'deken'. Waren lid:
- Jacob Metteneye, lid in 1281.
- Coppin Metteneye, lid in 1340.
- Jacob Metteneye, lid in 1340, lid van de 'eed' in 1340.
- Pieter Metteneye, lid in 1340.
- Jacob Metteneye, lid in 1363, lid van de 'eed' in 1363, 1366, 1367, 1370, 1373; in 1366, 1367, 1370 en 1373 was hij deken.
- Jan Metteneye, lid in 1374, lid van de 'eed' in 1374.
- Jacob Metteneye, lid in 1376.
- Jan Metteneye, lid in 1379, lid van de 'eed' in 1379.
- Pieter Matteneye, lid in 1404, lid en deken van de 'eed' in 1404.
- Joris Metteneye, lid van de 'eed' in 1405, 1411, 1414 en deken in 1414.
- Filips Metteneye, lid in 1412, lid van de 'eed' in 1412, 1415, 1418, 1424.
- Jacob Metteneye, lid in 1417, lid van de 'eed' in 1417, 1423, 1419, 1423.
- Lodewijk Metteneye, lid in 1433, lid van de 'eed' in 1433, 1440.
- Jan Metteneye, lid in 1435, lid van de 'eed' in 1435, 1439 en deken in 1435 en 1439.
- Jacob Metteneye, lid in 1438, lid van de 'eed' in 1438, 1439.
- Joris Metteneye, lid in 1469, lid en deken van de 'eed' in 1469.
- Cornelis, lid in 1470, lid van de 'eed' in 1470, 1477, 1486, deken in 1477 en 1486.
- Jan Metteneye, lid in 1474, lid van de 'eed' in 1474.
- Jan Metteneye, lid in 1487, lid van de 'eed' in 1487, 1490, 1491, 1494.
- Nicolaas Metteneye, lid in 1494, lid van de 'eed' in 1494, 1501, 1505, 1508, 1511, 1517.
- Conelis Metteneye, lid in 1499.
- Pieter Metteneye, lid in 1529, lid van de 'eed' in 1529.

## Witte Beer
Naast te behoren tot de nering van de makelaars, klom een stijgend aantal leden van de familie Metteneye op tot de adel. Dit uitte zich onder meer door het deelnemen aan de jaarlijkse toernooien die werden ingericht door het Gezelschap van de Witte Beer. Ieder jaar werd het toernooi georganiseerd door diegene die het jaar voordien het steekspel had gewonnen en tot 'forestier' was gekroond. Dit was bij herhaling een Mettenye.
De deelnemers uit de familie Mettenye waren:
- Jan Metteneye in 1380.
- Jantje Metteneye in 1399, 1407, 1408.
- Pieter Metteneye in 1399.
- Jacob Metteneye in 1415, 1418.
- Filips Metteneye in 1421.
- Antoon Metteneye in 1423, 1429, 1432, 1438, 1443, 1445.
- Lodewijk Metteneye in 1433, 1434, 1435, 1437, 1438, 1439, 1442, 1443, 1447. Hij was 'forestier' in 1437.
- Jacob Metteneye filius Joos in 1433, 1434, 1435, 1436, 1437, 1438.
- Jacob Metteneye filius Joos in 1433, 1434, 1435, 1436, 1437, 1438. Hij was 'forestier' in 1436.
- Jan Metteneye d'oude in 1441.
- Pieter Metteneye filius Filips in 1442, 1443, 1444, 1447. Hij was 'forestier' in 1442.
- Paul Metteneye filius Joris in 1443.
- Jacob Metteneye filius Jacob in 1443, 1456.
- Joris Metteneye filius Joris in 1449, 1450, 1451, 1452, 1453, 1454, 1455, 1456, 1457, 1459, 1460, 1461, 1462, 1465, 1466, 1471. Hij was 'forestier' in 1455 en 1459.
- Cornelis Metteneye in 1461, 1462.
- Pieter Metteneye filius Pieter in 1465, 1467, 1468.

In 1492 organiseerde Lodewijk Metteneye twee toernooien op de Vrijdagmarkt. In 1494 werd een toernooi dat vijf dagen duurde, georganiseerd op de Woensdagmarkt tussen Jacob van Gistel en de bastaard Cornelis Metteneye.

## Metteneye in het stadsbestuur
Een twintigtal leden van de familie Metteneye werd hetzij verkozen, hetzij aangesteld als lid van het Brugse stadsbestuur. Sommigen bekleedden opeenvolgend talrijke functies, anderen waren slechts eenmalig met een of andere verantwoordelijkheid bekleed.
Waren burgemeester van de schepenen:
- Jacob Metteneye in 1358.
- Jacob Metteneye in 1384.
- Pieter Metteneye in 1416, 1420, 1426.
- Joris Metteneye in 1424.
- Filips Metteneye in 1435, 1444, 1447, 1467.
- Lodewijk Metteneye in 1464.

Waren burgemeester van de raadsleden:
- Jan Metteneye in 1386.
- Jan Metteneye in 1418.
- Joris Metteneye in 1421, 1434.
- Filips Metteneye in 1430.
- Lodewijk Metteneye in 1455.
- Jacob Metteneye in 1498.

Daarnaast waren dezelfden of andere Metteneyes vaak schepen, raadslid, thesaurier of hoofdman van een van de stadswijken.

## Genealogie
- Ridder Jan Metteneye, zou in 1213 Italië verlaten hebben en zich in Brugge hebben gevestigd.[1]
  - Paul Metteneye, over wie verder niets geweten is, volgde zijn vader naar Brugge.
    - Jan Metteneye trouwde met Maria Allaert.
      - Paul Metteneye trouwde met Catharina Donaes, dochter van Laurent Donaes.
        - Jan Metteneye behoorde tot de Brugse troepenmacht. In 1347 was de oorlog losgebroken tussen Frankrijk en Engeland. De Franse koning poogde met gunstige voorstellen de Vlaamse steden voor zich te winnen, maar deze verkozen hun steun verder aan Engeland te blijven geven. In vergelding werden Franse troepen losgelaten op steden zoals Hazebroek en Arleux, die ze plunderden en verwoestten. In vergelding grepen Vlaamse troepen in. Een Brugse troepenmacht werd ingezet in Sint-Winoksbergen en Bourbourg. Ze stond onder de leiding van Jan Metteneye, Jan van Dadizele, Jan Danwilt, Nicolaas Bonin en Gerard van Lichtervelde. Deze troepen dienden zware nederlagen toe aan de Fransen, onder meer in Mesen en Kassel.
        - Jacob Metteneye was schepen van Brugge in 1370, 1372 en 1374; burgemeester van de schepenen in 1358. Hij trouwde eerst met Maria Bonin. Hij hertrouwde met Margaretha van Dudzele, dochter van Boudewijn van Dudzele. Jacob stierf in 1389 en werd begraven bij de augustijnen, samen met zijn eerste vrouw die in 1378 was overleden. 
          - Jacob Metteneye was hoofdman (1383), raadslid (1385, 1388, 1389, 1394, 1393), schepen (1387, 1392, 1398), burgemeester van de schepenen in 1384. Hij trouwde met Claire Breydel (†1363), dochter van een Jan Breydel en Claire de Pinckere. Op 18 december 1383 werd in Doornik een vredesovereenkomst ondertekend tussen de graaf van Vlaanderen en de Vlaamse steden. Jacob en Jan Metteneye behoorden tot de ondertekenaars, in naam van de stad Brugge. Jacob was ook voogd van de Potterie vanaf 1385.
          - Jan Metteneye, zoon van Jacob en Maria Bonin, was hoofdman van het Sint-Janssestendeel (1383, 84, 85, 8G, 87, 88, 90, 91, 1400, 01, 04, 05, 00). Hij trouwde met zijn schoonzus Elisabeth Breydel, dochter van Jan Breydel en Claire de Pinckere. Hij stierf in 1413 en werd bij de augustijnen begraven.
            - Jan Metteneye was raadslid van Brugge (1429, 1444) en schepen (1422). In 1444 nam hij deel aan het toernooi van de Witte Beer. Hij trouwde met Agnès van de Walle, dochter van Lodewijk van de Walle en Gertrude de Scuetelaere. Hij hertrouwde met Theodora van Berchem, dochter van Jan van Berchem, heer van Oostmalle, en van Theodora de Cocq. Jan Metteneye overleed in 1444 en werd bij de augustijnen begraven.
              - Ridder Cornelius Metteneye, zoon van Jan en Theodora van Berchem, was kamerheer van aartshertog Maximiliaan van Oostenrijk. Hij was een actief lid van het gezelschap van de Witte Beer. Op 7 mei 1490 werd hij door de hertog van Saksen, namens Maximiliaan, tot schout van Brugge en het Brugse Vrije benoemd, als opvolger van de door de Bruggelingen omgebrachte Pieter Lanchals. Hij had een bastaardzoon, Wouter Metteneye, die volgt na de wettelijke familie.
              - Josine Metteneye (†1525) trouwde met Wouter Despars (†1515) zoon van Marc Despars en van Marguerite Metteneye.
              - Cornelius Metteneye, was legerofficier en overleed in Antwerpen.
              - Adrienne Metteneye, trouwde met Philippe van der Gracht.
                - Catherine Metteneye, trouwde met Jacob Despars, zoon van Marc Despars en Marguerite Metteneye.

              - Theodora Metteneye, getrouwd met Jan Du Mont, afkomstig uit Montdidier et Roye, nabij Amiens in Picardië.

            - Louis Metteneye, was actief in het gezelschap van de Witte Beer.
            - Joris Metteneye zoon van Jan en Elisabeth Breydel, was raadslid van Brugge (1413, 15,28, 31 ,32, 42, 46); thesaurier (1447); burgemeester van de raadsleden (1421, 24, 34); schepen (1438, 40, 44). Hij stierf op 27 februari 1456. Hij was getrouwd met Margaretha Bonin, dochter van Germain Bonin en hij hertrouwde met Élisabeth Gheleyns. Hij overleed op 22 februari 1456.
              - Joris Metteneye, was raadslid in 1459, schepen in 1460 en burgemeester van de raadsleden in 1460.
              - Antoine Metteneye trouwde met Magdalena de Vooght en hertrouwde met Anna van Croonen.
              - Lodewijk Metteneye, dit Eligius of Êloi, was raadslid van Brugge (1444, 48, 74); thesaurier (1447); burgemeester van de raadsleden (1451, 1464). Hij trouwde in 1447 met Marie Bladelin, dochter van Pieter Bladelin, gezegd de Leestemaecker. Hij overleed op 17 december 1475 en werd begraven in de Sint-Gilliskerk. Lodewijk was een groot toernooiliefhebber.
              - Jacob Metteneye, was raadslid  (1440, 41, 47, 57); schepen in 1456. Hij overleed op 10 december 1484 en was achtereenvolgens getrouwd met Marguerite Biese (†1466) en met Louise Canneel. 
                - Jan Metteneye, schepen van Brugge in 1487, trouwde met Marguerite Gheys.
                  - Jan Metteneye, die hoofdman was (1500, 01, 02), trouwde in 1487 met Catherina Loppin. Hij stierf in 1503.
                    - Pierre Metteneye, raadslid in 1523, trad in tweede huwelijk met Catherina de Maeght, dochter van Nicolaas de Vooght, procureur-generaal van Vlaanderen.
                    - Jan Metteneye, overleed in 1521 tijdens een bedevaart naar Jeruzalem.
                    - Jan Metteneye was schepen van het Brugse Vrije van 1442 tot 1477 en verschillende malen burgemeester van het Vrije. Hij trouwde met Louise Boulez en met Barbe de Keurne. Hij stierf in 1483.

            - Philippe Metteneye, zoon van Jan Metteneye en Elisabeth Breydel, was raadslid van Brugge (1417, 19, 23, 30); schepen (1421, 25); burgemeester van de raadsleden (1430, 33, 41, 47). Hij trouwde met Catherina Gheerolf. Hij overleed op 21 januari 1470 en werd bijgezet in de familiekelder bij de augustijnen.
              - Ridder Pieter Metteneye, heer van Maarke en Marquillies, was raadsheer van de hertog van Bourgondië Filips de Goede. In Brugge was hij raadslid (1400, 01, 02) en burgemeester van de schepenen. Hij overleed op 19 april 1469, en was getrouwd met Adrienne van Waterganghe. Ze werden beiden in de Sint-Donaaskerk begraven.
                - Pieter Metteneye, heer van Maarke, Marquillies en Poelvoorde, was raadsheer van Karel de Stoute en vervolgens van Maximiliaan van Oostenrijk. Hij was raadslid van Brugge (1442, 44); thesaurier (1457); burgemeester van de raadsleden (1474). Hij werd door Maximiliaan in 1490 tot schout benoemd, in opvolging van de gehalsrechte Pieter Lanchals. Hij was getrouwd met Margaretha de Baenst, dochter van ridder Louis de Baenst, die burgemeester van Brugge was, en van Clara Losschaert. Hij werd bijgezet in de familiekelder in de Sint-Donaaskerk. Hij nam deel aan de Slag van Brustem in 1467 tussen de Luikenaars en Karel de Stoute, waar hij een groep van 200 Brugse strijders aanvoerde. In 1477 was hij een van de stadsmagistraten die werden gearresteerd door de opstandige Bruggelingen onder beschuldiging van corruptie.
                  - Antoine Metteneye, heer van Maarke, werd kanunnik van de Sint-Donaaskerk en was raadgever van de hertog. Hij overleed in 1491.
                  - Margaretha Metteneye, trouwde met Baudouin d'Ongnies, heer van Quesnoy, zoon van Philippe en van Margaretha van Varsenare. Ze hertrouwde met Philippe Pinnock, die in 1493 Cornelius Metteneye opvolgde als schout van Brugge.
                  - Catharina Metteneye, († 7 november 1347) trouwde met Jan de la Coste, genaamd Adornes, van wie de verdere naamdragers Adornes afstammen.
                  - Pieter Metteneye, was een moedig krijgsman. Hij overleed in Napels en bleef ongehuwd.
                  - Adrienne Metteneye, was ziekenzuster in Oudenaarde.
                  - Jan Metteneye was kapitein van Rupelmonde. Hij vergezelde Keizer Karel als zijn kamerheer naar Spanje en overleed daar, ongehuwd.

                - Wouter Metteneye, bastaardzoon van Cornelius Metteneye, trouwde met Margaretha Canneel.
                  - Élise Metteneye († 17 februari 1459), trouwde met Hellin van Steelant, burgemeester van het Brugse Vrije.
                  - Agnès Metteneye († 12 Maart 1506), trouwde met Nicolaas van Nieuwenhove, burgemeester van Brugge († 27 oktober 1481).
                  - Âdrienne Metteneye, trouwde met Ghislain Breydel.
                  - Marguerite Metteneye († 12 maart 1470), trouwde in 1440 met Marc Despars.
                  - Christoffel Metteneye, trouwde met Appoline van Nieuwenhove, dochter van Jan van Nieuwenhove. Ze hadden vijf kinderen. Hij was hoofdman in Brugge in 1438, 40,55,58; schepen in 1457. Hij was in 1449 stichtend lid van de Edele Confrérie van het Heilig Bloed.

              - Denis Metteneye, geboren 18 december 1443, was raadslid van Brugge (1470, 72, 76); hoofdman (1477, 80, 82, 84, 99, 1505); schepen in 1504. Hij was proost van de Edele Confrérie in 1497. Hij trouwde met Jossine Janssens (†1479) en hertrouwde met Catharina d'Alut.
              - Jacob Metteneye was hoofdman (1477, 1499); raadslid (1483, 1505); thesaurier (1489, 1490); schepen (1494, 1502); burgemeester van de raadsleden in 1498. Hij was proost van de Edele Confrérie van het Heilig Bloed in 1499. Hij overleed op 9 februari 1505 en was getrouwd met Adrienne Heghels.

## Grafmonumenten
Heel wat leden van de familie Metteneye betaalden een grondvergunning en kelder binnen een kerk of kapel, die ze konden afsluiten met een zerk waarop ze werden vermeld. Dit gold voor:
- Jacob Metteneye en zijn echtgenote Clara Breydel (†1364) hadden een vloerzerk, ingelegd met koper, in de Onze-Lieve-Vrouwekerk. (Jacob werd echter in de kerk van de augustijnen bijgezet.)
- Jacob Metteneye (†1389) en zijn echtgenote Maria Bonin (†1378) hadden een vloerzerk in blauwsteen, ingelegd met koper, in de kerk van de augustijnen.
- Nicolaas Metteneye (†1380) had een vloerzerk in witsteen, ingelegd met koper, in de kerk van de augustijnen.
- Joris Metteneye (†1457) en zijn echtgenoten Margareta Bonin († 1411) en Elisabeth Gramme hadden een vloerzerk in witsteen, ingelegd met koper, in de kerk van de augustijnen.
- Jan Metteneye (†1413) en zijn echtgenote Isabella Breydel (†1430) hadden een vloerzerk in witsteen, ingelegd met koper, in de kerk van de augustijnen.
- Pieter Metteneye (†1467) en zijn echtgenote Barbara van der Zyckele (†1431) hadden een vloerzerk in witsteen, ingelegd met koper, in de kerk van de augustijnen.
- Elisabeth Metteneye (†1427) en haar echtgenoot Jacob Bonin (†1420) hadden een vloerzerk in blauwsteen met koper, in de kerk van het Begijnhof.
- Wouter Metteneye (†1448) en zijn echtgenote Margaeta Canneel hadden een gedenkschilderij op houten paneel in de Onze-Lieve-Vrouwekerk, waarop ze afgebeeld stonden met hun kinderen.
- Pieter Metteneye (†1469) en zijn echtgenote Adrienne van Watergabghe (†1455) en hun zoon Pieter Metteneye (†1495) en zijn echtgenote Margaretha de Baenst, hadden en vloerzerk in blusteen, belegd met koper, in de Sint-Donaaskerk.
- Agnes Metteneye en haar echtgenoot Pieter Broodeloose († 1443) hadden een vloerzerk in witsteen met koper, in de kerk van de augustijnen.
- Clara Metteneye (†1458) en haar echtgenoot Jacob Braderyck (†1451) hadden een vloerzerk, ingelegd met koper, in de Sint-Donaaskerk.
- Catharina Metteneye en haar echtgenoot Jan van Aartijke (†1452) hadden een vloerzerk in witsteen, ingelegd met koper, in de kerk van de augustijnen.
- Margareta Metteneye (†1474) en haar echtgenoot Marc Despars (†1477) hadden een vloerplaat in koper, in de oude Sint-Walburgakerk.
- Filips Metteneye (†1470) en zijn echtgenote Catharina Geerolf hadden een vloerzerk in witsteen, ingelegd met koper, in de kerk van de augustijnen.
- Lodewijk Metteneye (†1475) en zijn echtgenote Catharina Bladelin hadden een grafzerk in grijssteen, ingelegd met koper, in de Sint-Gilliskerk.
- Barbare Metteneye en haar echtgenoot Lodewijk van Rockeghem hadden een vloerzerk, ingelegd met koper, in de oude Sint-Walburgakerk.
- Margareta Metteneye (†1502) en haar echtgenoot Cornelis de Keyt hadden een vloerzerk in blauwsteen in de kerk van de Willelmieten.
- Jossine Metteneye (†1526) en haar echtgenoot Wouter Despars (†1515) hadden een vloerzerk in blauwsteen, ingelegd met koper, in de kerk van de karmelieten.
- Catharina Metteneye (†1545) en haar echtgenoot Jan de la Coste, dit Adornes (†1537) hadden een vloerzerk in blauwstee, ingelegd met koper, in de Jeruzalemkerk.

De meeste van deze grafzerken zijn, samen met de kerken waar ze zich in bevonden, verdwenen. Het valt op dat de kerk van de augustijnen de voornaamste begraafplaats was voor de familie Metteneye. De Metteneyes behoorden tot de welvarende burgers die zich een betalende grafvergunning en een zerk in een kerk konden veroorloven, maar toch niet tot de superrijken of machtigen die een bovengronds grafmonument in een kerk of kapel konden plaatsen.

## Voetnota
1. ↑   De enige uitgebreide genealogie van de Brugse familie Metteneye is te vinden in Gailliards' Bruges et Le Franc, Deel 4. Het is voldoende bekend dat de gegevens die bij deze auteur voorkomen in algemene lijnen wel tamelijk betrouwbaar zijn, maar toch steeds nadere controle vereisen.